# Content Orgels

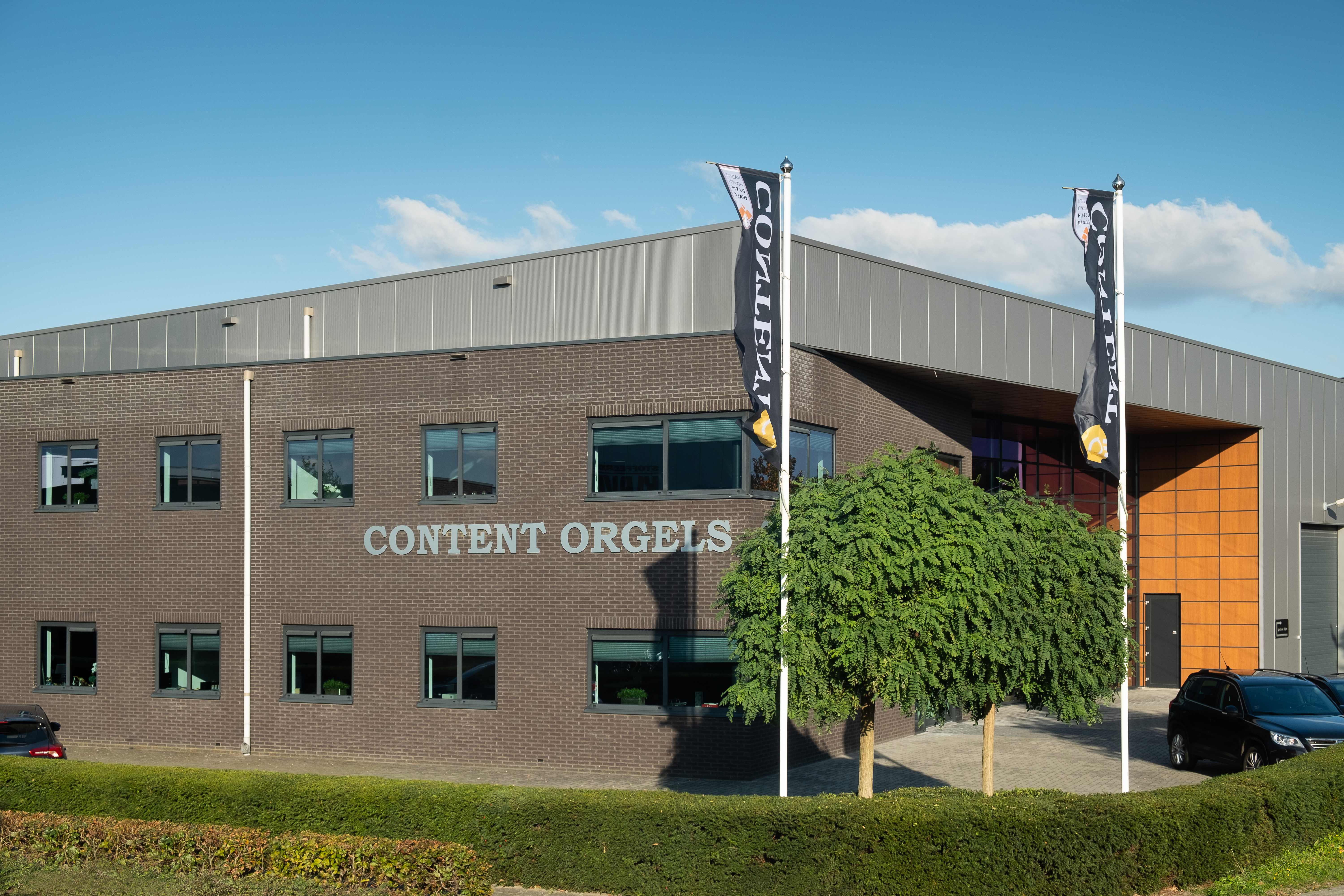
Orgelmakerij van Content Orgels

Content Orgels is een toonaangevende internationale orgelbouwer van elektronische orgels voor gebruik in huiskamers, verenigingszalen, kerkgebouwen en concertzalen. Ook is het bedrijf gespecialiseerd in het bouwen en leveren van Hauptwerk orgels. De orgelmakerij en het hoofdkantoor is gevestigd in Ermelo.
De eerste generatie orgels van dit merk was, zoals kenmerkend voor die tijd, gebaseerd op analoge techniek. Analoog wil zeggen dat de klank door middel van toongeneratoren wordt opgewekt. Voor de tweede generatie werd overgegaan op digitale techniek. Content was een van de eerste orgelbouwers met een geheel in eigen beheer ontworpen digitale sample-techniek. Bij de digitale techniek maakt men gebruik van samples, opnames van diverse beroemde pijporgels. De laatste jaren is er gewerkt aan een derde generatie digitale orgels, gebaseerd op de -opnieuw- in eigen beheer ontworpen Invention Technology. Naast deze ontwikkelingen is Content Orgels ook actief als wereldwijd leverancier van Kienle resonator-systemen, een natuurgetrouw klankconcept. 
Content Orgels levert haar digitale kerkorgels in meer dan 50 landen en wordt wereldwijd vertegenwoordigd door een breed dealernetwerk.
In 1987 is de Veluwse orgelbouwer geprezen met de Diapason d'or voor beste orgel in prijs/kwaliteits-verhouding.